# Zbigniew Motyczyński
Zbigniew Karol Motyczyński pseudonim Marek (ur. 6 czerwca 1925 w Markach, zm. 25 kwietnia 2011) – polski ekonomista, kapitan WP, działacz społeczny i kombatancki, założyciel, prezes a następnie prezes honorowy Związku Piłsudczyków, kawaler orderu Virtuti Militari (członek Klubu Kawalerów Orderu Wojennego Virtuti Militari). Członek Zarządu Głównego Towarzystwa Urbanistów Polskich.

## II wojna światowa
W czasie II wojny światowej początkowo od 1941 roku, był żołnierzem ZWZ Okręgu Warszawa–Miasto, gdzie działał w Kierownictwie Walki Cywilnej, biorąc udział w tak zwanych  akcjach „małego sabotażu” na terenie Warszawy.  W 1942 roku został żołnierzem AK. Od 1943 roku żołnierz Kierownictwa Dywersji Okręgu Warszawskiego AK. W tym okresie wykonał m.in. trzy udane akcje likwidacyjne na funkcjonariuszach Gestapo i volksdeutschach. W maju 1944 roku przerzucony na Wołyń, działał  w szeregach 27 Dywizji Wołyńskiej AK, w ramach której uczestniczył między innymi w Akcji „Burza” w Lasach Parczewskich (odznaczony za to po wojnie przez Rząd Rzeczypospolitej Polskiej na uchodźstwie orderem Virtuti Militari). Po rozbrojeniu żołnierzy 27 Dywizji Wołyńskiej AK przez Sowietów, był następnie więźniem obozu NKWD na Majdanku. Zwolniony z obozu, został w listopadzie wcielony do LWP, gdzie walczył jako dowódca plutonu haubic 22 pułku artylerii lekkiej podczas walk frontowych 5 Saskiej Dywizji Piechoty, skąd zdezerterował i od 1945 roku był żołnierzem Polskich Sił Zbrojnych.  

## Okres powojenny
W 1947 wrócił do Polski. Został aresztowany przez Informację Wojskową. Przez krótki okres przebywał w więzieniu, a następnie został poddany stałej obserwacji UB. 
Ukończył studia ekonomiczne na Uniwersytecie Warszawskim, gdzie obronił także pracę doktorską. 
Od połowy lat 50. XX wieku zaangażowany był w działalność środowisk piłsudczykowskich w Warszawie, skupianych podówczas wokół osoby Henryka Józewskiego – przedwojennego ministra spraw wewnętrznych i wojewody wołyńskiego. 
W latach 80. XX wieku był jednym z współorganizatorów Duszpasterstwa Rodzin Legionistów i POW-iaków, przekształconego i zarejestrowanego w 1989 roku jako Związek Piłsudczyków, którego był prezesem do 1998 roku, a następnie aż do śmierci – prezesem honorowym.  
Ekspert podczas I Zjazdu NSZZ „Solidarność' w 1981 roku, w Hali Oliwii. 
Był współorganizatorem Światowego Związku Żołnierzy AK. Jeden z inicjatorów budowy pomnika marszałka Józefa Piłsudskiego w Warszawie, a także inicjator i przewodniczący komitetu odbudowy pomnika pamięci żołnierzy 1920 roku w Markach.
W wyborach parlamentarnych w 1993 bez powodzenia ubiegał się o mandat poselski w okręgu warszawskim z listy Koalicji dla Rzeczypospolitej. 
W 2000 roku był jedną z twarzy kampanii społecznej i wystawy „Bohaterowie naszej Wolności” organizowanej przez Ministerstwo Kultury i Dziedzictwa Narodowego.
Rada Miasta Marki uchwałą z dnia 13 sierpnia 2012 roku nadała Zbigniewowi Motyczyńskiemu pośmiertnie honorowy tytuł "Zasłużony dla Miasta Marki".

## Ordery i odznaczenia
- Krzyż Srebrny Orderu Virtuti Militari
- Krzyż Walecznych
- Krzyż Oficerski Orderu Odrodzenia Polski (2012, pośmiertnie)[4]
- Medal Wojska (czterokrotnie)
- Krzyż Armii Krajowej
- Krzyż Partyzancki